# 太田和彦 (図書館情報学者)
太田 和彦（おおた かずひこ、1905年5月20日 - 1984年7月5日）は、日本の文部官僚、図書館情報学者。図書館短期大学（現・筑波大学情報学群知識情報・図書館学類）学長を務めた。

## 略歴
長野県飯田市出身。旧制長野県諏訪中学校（現・長野県諏訪清陵高等学校・附属中学校）、旧制第一高等学校を経て、京都帝国大学文学部哲学科卒業。文部省（現・文部科学省）入省。教科書調査官を務めた。
旧制浪速高等学校教授、群馬大学教授、獨協大学文学部教授を歴任し、1969年図書館短期大学（のちの図書館情報大学を経て、現・筑波大学情報学群知識情報・図書館学類）学長に就任。時代に即した文献情報学科の新設、筑波移転に伴う四年制大学昇格（図書館情報大学）の基礎固めに尽力した。定年退官後、跡見学園女子大学文学部教授。